# Fears to Fathom
Fears to Fathom é um terror psicológico e aventura em primeira pessoa, lançado originalmente no verão de 2021 pelo programador e desenvolvedor de jogos de origem Indiana Mukul Negi, conhecido por seu pseudônimo Rayll, através da plataforma Steam. O jogo é composto por cinco capítulos independentes, publicadas periodicamente. A cada história publicada, é contada uma narrativa diferente, baseada em "fatos reais" enviados pelos usuários ao criador, que contam experiência viveram.

## Desenvolvimento
A ideia vem de um projeto pessoal que o desenvolvedor de computação Mukul Negi, residente em Nova Delhi (Índia), quis criar como games. Ele começou jovem a trabalhar com o software Scratch, chegando a criar aplicativos móveis e minijogos, e ganhou o Prêmio ao Jogo Estudantil do Ano na Conferência de desenvolvedores de jogos da Índia no ano de 2017 pelo seu jogo móvel Loopables.
A criação do primeiro capítulo, Home Alone, baseou-se em histórias que ele encontrou no canal de YouTube do criador "Mr. Nightmare", que publicava histórias de terror da vida real e mistérios inexplicáveis captados em câmara, o que foi um incentivo para desenvolver a narrativa do jogo. Foi lançado na Steam no dia 2 de julho de 2021. Em suas palavras, Negi não esperava que alguém estivesse interessado no jogo. "Estava a ponto de deixar de lado minha carreira de desenvolvedor de jogos após me dar conta do primeiro episódio". Desde seu lançamento, o jogo obtém mais de 140.000 downloads, com avaliações "muits positivas". Em referência a esse bom começo, Negi teorizou que o medo que se sente de forma real e próxima, chama a atenção. "Definitivamente teve algo que ver com o fator de identificação".
Graças a essa boa recepção, Negi começou a desenvolver mais capítulos, pedindo que os jogadores enviassem histórias de terror reais para seu Email eletrónico, escolhendo entre todos aquelas que pudessem encaixar com o formato do jogo. Assim, chegaria novos jogos contando histórias como Norwood Hitchhike, lançado o 6 de janeiro de 2022, Carson House, em 9 de janeiro de 2023, ou Ironbark Lookout, no dia 20 de outubro desse mesmo ano, junto com o período de Halloween, o que foi aproveitado por diversos youtubers para ser jogado pela primeira vez. O último capítulo, Woodbury Getaway, foi lançado na Steam no dia 12 de setembro de 2024, um trailer foi lançado agosto desse mesmo ano.

## Jogabilidade
Como alguns jogos de terror tratam de aprofundar o terror no jogador, Negi trata de manter uma constante antecipação em relação aos eventos que possam acontecer. A ambientação, causa um ambiente mais intimista, que não é estável de tudo, com um filtro de VHS para torna-ló ainda mais caseiro.
A física do jogo permite ao usuário movimentar-se livremente pelos cenários em que acontecem os capítulos, correr, pegar, soltar objetos, abrir portas, dirigir veículos (carros e bicicletas), se alimentar, interagir com programas (câmeras de segurança, jogos e tarefas) e com pessoas, com até três opções de diálogo que se complementam e avançando a conversa.
Um elemento característico é a opção de esconder-se, seja em quartos, debaixo da cama ou no armário, com a particularidade de incluir uma barra de som, que podem influenciar o jogador em plataformas como Twitch. Qualquer som que ele faça (ruídos, gemidos ou gritos) que passa pelo canal de som e faz com que seu perseguidor o encontre, obrigando-o a fugir ou reinicar o jogo.
O primeiro episódio de Fears to Fathom dura apenas entre 10 e 20 minutos, e a maior parte do jogo não tem nada abertamente assustador. Porém, os seguintes envios de histórias contribuídas pelos usuários, permitiram aumentar os recursos e os cenários, bem como a duração dos cápitulos, chegando a estender até uma ou duas horas, como o quinto capítulo.

## Capítulos

### Primeiro capítulo:Home Alone
O jogador segue a história de Miles, um adolescente de 14 anos, que se encontra sozinho em casa, pois seus pais foram trabalhar no final de semana. Miles acorda por volta de 20 horas mais tarde, após uma festa, já que tem alguns deveres para fazer na escola. Como tem fome, planeja comer algo antes de começar, já que, de outro modo, não conseguiria se concentrar.
Comendo uma lasanha que sua mãe deixou preparado, recebe uma mensagem de seu amigo Mason, que lhe informa que não poderá ir a sua casa naquele momento, como ele esperava. Miles começa a trabalhar em sua tarefa de química após comer e vai para cama horas mais tarde.
Às 1:16 da madrugada, meia hora após dormir, Miles acorda com sede. Descendo as escadas para pegar água na geladeira, ele recebe uma mensagem de sua mãe preocupada que contém uma foto de um homem em frente a sua casa. A foto foi enviada por Paula, a vizinha de Miles, preocupada porque viu um homem suspeito em sua propriedade durante algum tempo na tarde anterior. A mãe de Miles ordenou que fechasse todas as portas e esperasse a chegada da polícia.
Enquanto se escondia debaixo da cama, ele ouvia vidros quebrando no andar de baixo. Pouco depois, Paula começa a tocar a campainha repetidamente. A princípio, Miles reluta em sair de seu quarto até escutar o barulho, mas, ao chegar às escadas, vê a porta do dormitório de seus pais aberta e a sombra de uma pessoa esperando por ele. Miles corre até seu quarto e se esconde até que a polícia chegue. Após o intruso ter escapado da casa, Miles se reúne com sucesso com Paula na porta de sua casa.

### Segundo capítulo:Norwood Hitchhike

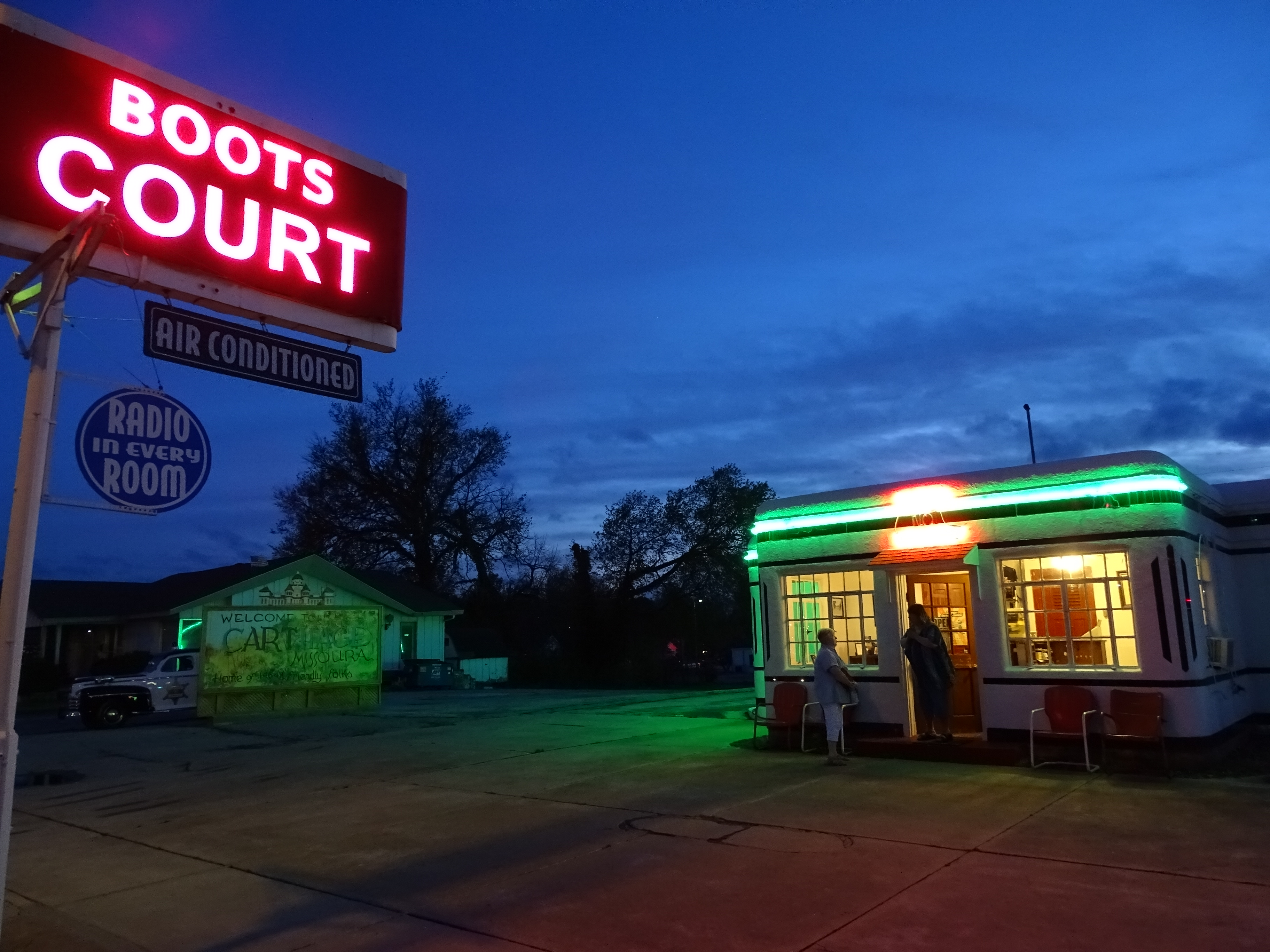
Após sofrer um imprevisto com seu carro, a protagonista se vê obrigada a pernoitar em um motel à beira da estrada..

A protagonista é Holly Gardner, uma jovem de 19 anos que estava voltando para casa de carro após uma convenção de videogames. Evitando dirigir pela rodovia interestadual devido ao trânsito, ela decide se aventurar por estradas secundárias. Dirigindo no meio da noite, Holly para em um posto de gasolina para abastecer. O funcionário a adverte que, se ela ver uma mulher vestida de branco ou azul, deve continuar dirigindo. Mais à frente, ela se vê obrigada a parar ao encontrar a estrada bloqueada por dois grandes troncos que parecem ter sido colocados ali intencionalmente.
Apesar de afastá-los, Holly não consegue dar partida no carro e não pode pedir ajuda porque não tem sinal no celular. Relutantemente, ela se vê obrigada a fazer carona e, finalmente, é pega por um homem chamado Jason, que ela já havia conhecido antes no posto de gasolina. Jason a deixa em um motel chamado Roadway Inn, que também oferece assistência na estrada, mas a adverte para ter cuidado com os estranhos antes de partir.
No saguão, Holly paga ao gerente Joe por um quarto para passar a noite e pela assistência na estrada. Joe dá a Holly a chave do quarto 9 e se encarrega de que seu funcionário Tommy cuide do carro na manhã seguinte, mas a avisa para não acordar os outros hóspedes. Holly entra em seu quarto, mas se surpreende ao encontrar um homem em seu banheiro, que resulta ser Tommy, que a informa para pegar suas coisas enquanto termina de limpar o quarto. Tommy garante a Holly que trará o carro pela manhã, mas lhe diz que o telefone do quarto não funciona antes de sair.
Inquieta com o que aconteceu durante a noite e sua situação no motel, Holly decide tomar uma xícara de café de uma máquina de vendas automáticas para se manter acordada. No entanto, o café a seduz e ela começa a perder a consciência, conseguindo voltar para seu quarto antes de desmaiar. Mais tarde, ela acorda e se depara com Joe, que a acusa de fazer barulho e incomodar os outros hóspedes. Holly fica ainda mais irritada quando tenta mostrar a máquina a Joe e descobre que ela não está mais lá.
Cada vez mais frustrado com Holly, Joe ordena que ela volte para o quarto e fique lá, mas lhe diz para verificar a mesa ao lado da televisão. Holly encontra um frasco de comprimidos na gaveta da mesa, que toma com um pouco de água antes de voltar para a cama. Mais tarde, um homem estranho passa pelo quarto e tenta fazer com que a jovem abra a porta pedindo ajuda. O estranho se torna cada vez mais agressivo depois que Holly pede que ele se vá e começa a derrubar a porta. Holly se esconde no armário antes que o homem irrompa e comece a procurá-la. Holly só pode prender a respiração e observar assustada até que Joe chega e embosca o sujeito.
Joe opta por não apresentar acusações, pois acredita que isso afetaria negativamente a reputação do hotel. Holly começa a acreditar que a cidade abriga uma seita ou uma rede de traficantes de drogas e sai assim que Tommy retorna com o carro. Depois daquela noite, Holly decide não fazer mais viagens longas de carro e apenas pegar aviões para ir a futuras convenções.

### Terceiro capítulo:Carson House
A terceira história é de Noah Baker, um rapaz do Meio-Oeste dos Estados Unidos que, no momento de enviá-la, tem 28 anos, mas tinha 18 anos quando os eventos ocorreram. Ele recebeu a tarefa de seu pai de cuidar da casa de um amigo e cliente, Roy Carson. Depois de alimentar o cachorro da família, Zeke, Roy pede ajuda a Noah para se livrar de um vírus no computador, que também abriga o sistema de câmeras de segurança da casa. Noah encontra o escritório como um lugar adequado para completar suas obrigações e resolve rapidamente o problema do vírus.
Ao longo da noite, ele envia algumas mensagens de texto para sua namorada, Evelyn Cooper. Roy pede a Noah que faça as compras. Com uma nota de 100 dólares que estava em sua mesa de cabeceira, Noah usa a bicicleta de Alec, o filho de Roy, para chegar à Knuck's, uma loja próxima. Lá, ele encontra seus amigos da escola, Andy e Turner, que lhe dizem que sua ex-namorada, Cara, passou por lá e fez uma compra pouco antes de sua chegada.
Ao chegar em casa, seus amigos dizem para ele procurar na Internet "Divórcio de Roy Carson", e ele acaba descobrindo que o dono da casa vinha recebendo ameaças de morte e batidas à sua porta por parte dos fãs de sua ex-esposa, após sua suposta infidelidade. Enquanto lê as notícias, alguém toca a porta. Aterrorizado pela situação após ler as notícias, ele hesita em abrir, até que confirma com Carson que ele trouxe uma pizza para o jantar.
Enquanto assiste à televisão comendo pizza, alguém toca a porta novamente. Ao abrir, não há ninguém na varanda, apenas um buquê de flores no capacho. Ele as leva para dentro sem dar muita importância e se retira ao escritório para começar suas tarefas, das quais ele havia se distraído repetidamente. De repente, Noah recebe no celular uma mensagem anônima perguntando o que ele teve para o jantar.
À 1h36 da madrugada, a eletricidade da casa se corta repentinamente. Noah ouve o cachorro latindo no quintal e investiga, descobrindo a caixa de energia e reconectando a corrente. Já nervoso, Noah começa a trocar mensagens de texto com um número desconhecido, mas descarta e volta a estudar. No entanto, sem que ele saiba, alguém já entrou na casa.
Noah ouve um barulho no andar de baixo e descobre que o forno está ligado. Rápido, ele o desliga e, exasperado, contata imediatamente Andy, exigindo que ele diga a Turner — que era conhecido por ser travesso — que pare com a aparente brincadeira. Mas, para a surpresa de Noah, ele descobre que Andy e Turner ainda estão juntos, mas na casa do primeiro. Ele atribui sua paranoia à falta de sono e vai verificar o monitor de segurança.
Para seu horror, Noah vê uma intrusa no final do corredor do escritório. A mulher se dirige para lá e para sinistramente na porta com uma faca de cozinha na mão. Durante uma breve troca de palavras através da porta fechada, a garota se revela ser Cara, que finge querer se reconciliar com Noah antes de ameaçá-los de morte a ele e a Evelyn. Noah sai do escritório para se esconder na lavanderia do outro lado do corredor, onde ele se espreita pelas persianas e janelas da porta. Enquanto Cara se distrai procurando por ele no escritório, Noah sai sorrateiramente e foge da casa.
O epílogo do jogo revela que Cara havia fugido quando a polícia chegou, após ser contatada por Walter. Também é revelada a história de Cara: ela e Noah se conheceram pela Internet e começaram a sair, apesar da diferença de idade de três anos. No entanto, dois meses após o início do relacionamento, Cara começou a usar metanfetamina e logo se tornou viciada. Após várias tentativas frustradas de ajudá-la, Noah terminou o relacionamento, o que a enfureceu. Também se revela que a garota estava sob o efeito da droga durante o incidente e que tentou enganar os agentes sobre suas intenções naquela noite. Mas as gravações de segurança se mostraram incriminatórias demais e, finalmente, ela foi condenada a uma longa pena não especificada.

### Quarto capítulo:Ironbark Lookout

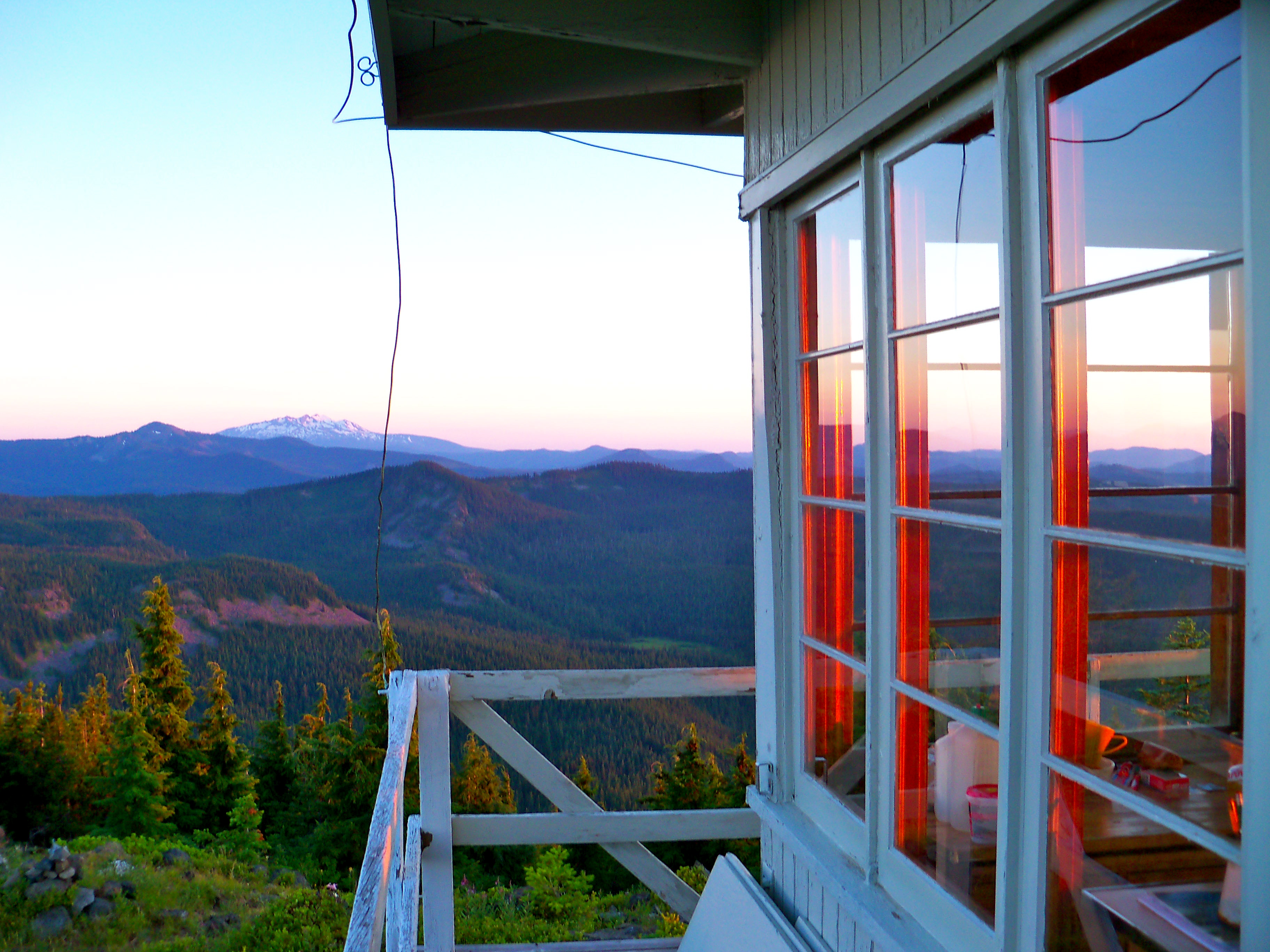
O quarto capítulo relata a história de um vigilante florestal em um parque onde ocorrem fenômenos estranhos

Ao chegar ao parque, descobre a cerca fechada e um mural de avisos onde se reporta que três crianças desapareceram na área. Ao descer para falar com o supervisor da cabine, Billy, ele é surpreendido por uma espingarda, pensando que "era um deles". Finalmente, Jack é designado para a torre de vigia número 11 e começa a caminhada noturna até o mirante, deixando a autocaravana para trás. Antes de partir, Billy o avisa para não se afastar demais de sua zona de vigia por sua própria segurança.
A área onde trabalhará é simples: a torre sobre as escadas, um gerador, um banheiro portátil e uma cabine de utilidades onde se armazenam ferramentas e lenha para a fogueira. Como vigia florestal, sua missão principal é relatar diariamente, antes de se deitar, um informe sobre as condições climáticas de sua área (com a ajuda de um termômetro em graus Fahrenheit e um anemômetro para a pressão) e a assistência prestada a excursionistas.
Seu contato é o vigia da torre número 12, Connor. Na sua segunda noite, eles descobrem que há um campista acampando sem permissão em sua área, então Jack precisa verificar. Ao chegar ao local, ouve um grito. Ele encontra a fogueira, um pouco de comida e uma barraca. Investigando a cena, escuta uma pessoa assobiando ao longe, a qual tenta confrontar sem sucesso na escuridão.
A rotina dos dias continua, até que uma noite Jack se desperta após sentir uma sensação estranha. Ao levantar-se, verifica que nas paredes se reflete a sombra de uma pessoa com uma espécie de chifres na cabeça que foge ao vê-lo. Depois de um tempo, ele abre a porta e encontra um crânio de cervo e algumas velas. Assustado, tenta entrar em contato por rádio com Connor, que minimiza a situação e insiste que é uma brincadeira de mau gosto de alguns adolescentes.
Mais adiante, Jack vê uma bengala lançada da floresta. No rádio, ele sintoniza a frequência de um excursionista perdido a quem tenta ajudar. Quando o desconhecido diz que já o vê porque ouve os assobios, Jack fica assustado ao perceber que podem ser os mesmos desconhecidos que o amedrontaram. Antes de poder concluir, alguém bate à porta da cabana. É Billy, seu supervisor, que traz suprimentos e tenta acalmá-lo, ciente dos acontecimentos.
Outro dia, antes de se deitar, Jack verifica que ficou sem lenha para o aquecedor, então precisa descer. Antes de chegar, ele é surpreendido por um homem desconhecido que se apresenta como "Silas" e diz ser um operário que está consertando a torre de rádio. Silas parece ansioso para conhecer o jovem, a quem conhece pelo nome e de quem muitos falam, e indica que seu trabalho é consertar as comunicações para que as mensagens cheguem corretamente. Jack presume que é para enviar avisos em caso de incêndio, ao que Silas replica que alguns incêndios são necessários para purgar. Após o inquietante encontro, Jack liga novamente para Connor para comentar o que aconteceu e se surpreende ao saber que a estação de rádio foi fechada anos atrás após ser atingida por um raio, e que o custo para repará-la é tão alto que não acreditam que estará pronta por um bom tempo.
A angústia e o mal-estar se apoderam de Jack, até que algumas noites depois, enquanto atualiza o software do computador, a luz se apaga. Ele precisa descer ao gerador no meio da chuva. Ele conserta, mas percebe que alguém está o vigiando.
Uma semana depois, o gerador de Connor está em manutenção, então Jack precisa cobrir sua área por alguns dias. No meio do sono, às 2h30 da madrugada, Connor fala com ele pelo comunicador e indica que há uma nova fogueira ilegal a oeste de sua posição. Após ter lutado com o gerador, ele não tem forças para resolver o problema, então Jack precisa cuidar disso. Ao avistar a fumaça e focar os binóculos na área, descobre o corpo de um excursionista morto e várias pessoas vestidas com túnicas negras e chifres, como o sujeito que o assustou noites atrás, atiçando o fogo da fogueira. Jack tira uma foto, sem perceber que o flash está ligado, sendo descoberto por eles. Um dos membros da seita corre em direção à torre de vigia, e Jack precisa se esconder e, em seguida, fugir da área. Ao relatar o que aconteceu, seus superiores minimizaram a situação novamente e lhe disseram que sua missão era apenas vigiar para que não houvesse incêndios.

### Quinto capítulo:Woodbury Getaway
Com data de 8 de dezembro, esta quinta entrega conta a história de Sydney Harper, uma jovem de 23 anos que trabalha em uma consultoria. No começo da cena, ela é vista fazendo horas extras no escritório. É um momento agitado em que ela e um colega precisam enviar alguns relatórios importantes. Seu celular está com pouca bateria e ainda faltam várias horas para terminar, com apenas um café para aguentar a noite. Em um dado momento, recebe uma ligação no telefone da empresa de seu amigo Mike, que tem um interesse sentimental pela protagonista e pergunta sobre a reserva que seu grupo de amigos da universidade fez em uma casa de aluguel em Woodbury (Vermont) para um fim de semana.
Dois dias depois, Sydney e Mike se encontram para ir à casa de campo, onde deveriam encontrar uma amiga em comum, Nora. O caminho é longo e, antes de chegar ao destino, param em uma pizzaria à beira da estrada. No interior, observam no telejornal que uma tempestade de neve está prevista para chegar a Woodbury naquela mesma noite. Sydney recebe uma mensagem no grupo de Nora avisando que ela chegará tarde. Na pizzaria, encontram um homem que os viu chegar e pede para que o levem em seu carro. Os três entram em uma discussão que parece acabar em uma ameaça, mas o desconhecido recua, dizendo que tudo era um mal-entendido, e deixa o estabelecimento pouco depois. Após esse episódio, Sydney e Mike terminam a pizza e retornam à estrada.
Depois de algum tempo na estrada, chegam à casa. Algo deteriorada, ela possui um porão, que tem uma sala na qual os visitantes não podem entrar. Ao chegar ao quarto, encontram Rick, o proprietário que alugou a casa, que disse estar lá procurando seu gato e tentando consertar a televisão, após uma crítica negativa deixada anteriormente por alguns hóspedes; no entanto, sua presença se torna incômoda. No meio da visita, ele diz que a mãe do inquilino anterior faleceu no porão. Já separadamente, Sydney e Mike, enquanto aguardam a chegada de Nora, pegam algumas varas de pescar e vão até o riacho buscar carpas para o jantar.
Enquanto a comida é preparada, decidem brincar de ouija, aproveitando o comentário que Rick fez. No meio do jogo, a uma pergunta feita por Mike, escuta-se um sussurro atrás dele de algo se movendo, o que o assusta e faz com que ele fuja do porão, deixando Sydney sozinha. Após esse episódio, decidem esquecer o ocorrido e comer o jantar enquanto esperam por Nora. Para passar o tempo, Mike, brincalhão, tenta assustar Sydney e jogar esconde-esconde, fazendo com que a protagonista se esconda no porão, no galpão ou no sótão, onde encontra o gato do dono que estava procurando. Na vez de Mike, Sydney o busca pela casa até ouvir marteladas vindo do banheiro do andar de cima, onde é surpreendida novamente por Rick, que, apesar de alugar a casa para visitantes, ainda estava lá consertando as torneiras. Após uma discussão, na qual se revela que em Woodbury não há polícia, ele deixa a casa.
Perto da meia-noite, a tempestade de neve se aproxima da área e os dois não têm notícias de Nora. Mike se aproxima de Sydney no quarto, onde mantém uma postura estranha. Revela-se que em uma viagem anterior que fizeram a Oregon, os dois se envolveram, e Mike ficou "pendurado" por ela, tornando a situação desconfortável. Sydney envia uma mensagem a Nora perguntando onde ela está, e descobre que teve um pneu furado e que não poderá chegar à casa. Mike decide pegar a van e sair no meio da noite em busca de Nora, deixando Sydney sozinha na casa e instando-a a fechar todas as portas por segurança.
Apenas uma hora depois, a campainha toca de maneira insistente. Do outro lado da porta está o excursionista da pizzaria. Novamente, ele conta a história de que está preso em um lugar deserto e precisa de abrigo até que um grupo de amigos venha buscá-lo. Diante da negativa da garota, o homem eleva o tom com insultos e admite ter espionado eles no riacho. Com as ameaças, Sydney diz que avisará a polícia, sem lembrar o comentário que Rick fez. Querendo esquecer todo o dia agitado, ela volta para a cama para descansar. Sonolenta, chega a ouvir gritos abafados e batidas. Assustada, escreve para Rick, que aparece logo em seguida na casa, com um martelo na mão direita.
Sozinha com o homem, e nervosa, Sydney recebe em seu celular mensagens de Rick, que indica não entender nada da situação que ela descreve, pois faz semanas que não vai à propriedade e que mora em Burlington, cidade a 100 quilômetros a oeste e a uma hora de distância de carro. Sydney precisa se esconder do desconhecido até que seus amigos apareçam. Depois de contar tudo o que aconteceu, o verdadeiro Rick chamou a polícia, que chegou à casa, mas não encontrou o homem.

## Recepção

### Avaliações
| Capítulos         | Metacritic | Steam | IMDb   |
| ----------------- | ---------- | ----- | ------ |
| Home Alone        | 7,1/10     | 90%   | 7,1/10 |
| Norwood Hitchhike | 7,4/10     | 88%   | 8/10   |
| Carson House      | 8,4/10     | 91%   | 7,6/10 |
| Ironbark Lookout  | 8,7/10     | 92%   | 8,4/10 |
| Woodbury Getaway  | 6,8/10     | 84%   | 8/10   |

O primeiro capítulo tem nota média de 7,1 pelos usuários no Metacritic. O segundo capítulo recebeu 7,4 O terceiro capítulo recebeu 8,4 O quarto obteve 8,7 e o quinto 6,8
Na Steam todos os jogos tem avaliações "muito positivas", Home Alone, Ironbark Lookout e Carson House são os únicos 90%, 91% e 92% respectivamente.Norwood Hitchhike 88% na avaliação, e apenas Woodbury Getaway tem 84% avaliações positivas, o menor entre os outros.
sobre o primeiro capítulo, o blog Buried Treasure escreveu que "consegue capturar esse medo de ter a casa só para você pela primeira vez e, então, claro, cumprir esses medos. É interessante pelas diversas formas em que pode terminar, inclusive com a sobrevivência do seu personagem. Mas o mais importante é que me fez gritar em voz alta em dois momentos diferentes em duas jogadas diferentes."
Quanto à segunda entrega, o mesmo blog destacou o "uso muito inteligente dos filtros para fazer com que os gráficos decentes pareçam antiquados e fotorrealistas". Segundo a crítica, cumpriu a presença de "sustos" e dava mais espaço ao jogador para interagir, "com dois finais realmente satisfatórios. Um que me assustou muito e outro que eu consideraria um final 'bom'. Tudo muito valioso."
Em contrapartida, a web GameGrin, sobre o terceiro capítulo, indicou que estava bom, "mas depois de algumas horas, não lembrarei de nada dos primeiros 45 minutos. Tem uma história normal e um ritmo terrível [...] A maior parte é chata e só o final se torna interessante." Nessa linha, acrescentou que, em comparação com os outros títulos, "definitivamente decepciona, já que adiciona tantas cenas desnecessárias sem nenhum significado." No entanto, a ambientação e o som foram considerados aspectos positivos.
O quarto episódio, Ironbark Lookout, teve uma pontuação de 8,2 no agregador da IGN, com a avaliação de treze resenhas de usuários. No agregador do Metacritic, as opiniões dos usuários foram majoritariamente positivas, destacando a trama, pela sua localização, as atividades derivadas da mesma e a intrahistória dos personagens. Como crítica, a web Adventure Gamers a avaliou com 7/10, criticando as tarefas "bastante mundanas" ao longo do jogo, pois o narrador onisciente indica ao jogador o que deve fazer. No aspecto visual, destacam que toma emprestados detalhes do terror analógico, "de modo que você se sente preso em um vídeo de filmagem encontrada [...] o jogador tem a impressão de estar em um sonho estranho."